# Pierre Gilh
Pierre Gilh est un écrivain français, né à Saïgon en 1925 d'un père catalan et d'une mère française.
Il a résidé plus de 45 ans en Indochine. Connaissant parfaitement l'annamite, le laotien et différents dialectes de la région, il relate, dans son livre autobiographique Les Larmes de sang, quatre années de guerre d'Indochine.
Jusqu'à ce jour, Pierre Gilh vit en Nouvelle-Calédonie depuis qu'il y est arrivé en 1970.

## Œuvre
- Les larmes de sang, 1997  (ISBN 2-9512069-0-9).